# Haibach (Aschaffenburg járás)
Haibach település Németországban, azon belül Bajorországban. Lakosainak száma 8628 fő (2023. december 31.). Haibach Hösbach, Bessenbach és Aschaffenburg községekkel határos.

## Népesség
A település népessége az elmúlt években az alábbi módon változott:
| Lakosok száma | 946  | 3436 | 7085 | 7688 | 8426 | 8342 | 8529 | 8486 | 8455 | 8628 |
|               | 1875 | 1950 | 1975 | 1987 | 2012 | 2014 | 2016 | 2017 | 2021 | 2023 |